# Marbach-Stausee
Der Marbach-Stausee (auch Marbachsee bzw. Staubecken Marbach genannt) ist ein Stausee im Odenwald. Er liegt am Marbach im hessischen Odenwaldkreis (Deutschland).
Er wurde von 1978 bis 1982 vom Wasserverband Mümling, welcher der Betreiber der Stauanlage ist, ursprünglich zum Hochwasserschutz erbaut, dient aber offiziell seit 1986 auch der Erholung.

## Geographische Lage
Der Marbach-Stausee liegt im Odenwald. Der nördliche Seebereich gehört zur Gemarkung Haisterbach der Stadt Erbach, der südöstliche zur Gemarkung Hetzbach der Stadt Oberzent, der südwestliche zur Gemarkung Hüttenthal der Gemeinde Mossautal; sie alle befinden sich im Südteil des Odenwaldkreises. Aufgestaut wird der westliche Mümling-Zufluss Marbach von der etwa 8 km (Luftlinie) südsüdwestlich von Erbach errichteten Marbach-Talsperre. Östlich unterhalb derselben liegt der Weiler Marbach.

## Bauanlass und -kosten
Hauptanlass zum Bau des Marbach-Stausees war der Hochwasserschutz der talabwärts liegenden Orte. Da der Marbach ein relativ großes Einzugsgebiet aufweist, konnte nach Regen- oder Schmelzperioden leicht die Abflusskapazität der Mümling übertroffen werden. Seit der Fertigstellung der Talsperre lässt sich der Zufluss des Marbachs in die Mümling kontrollieren.
Die gesamte Stauanlage, für deren Errichtung insgesamt 31 Mio. DM nötig waren, wurde 1985 nach Erprobung eingeweiht.

## Stausee

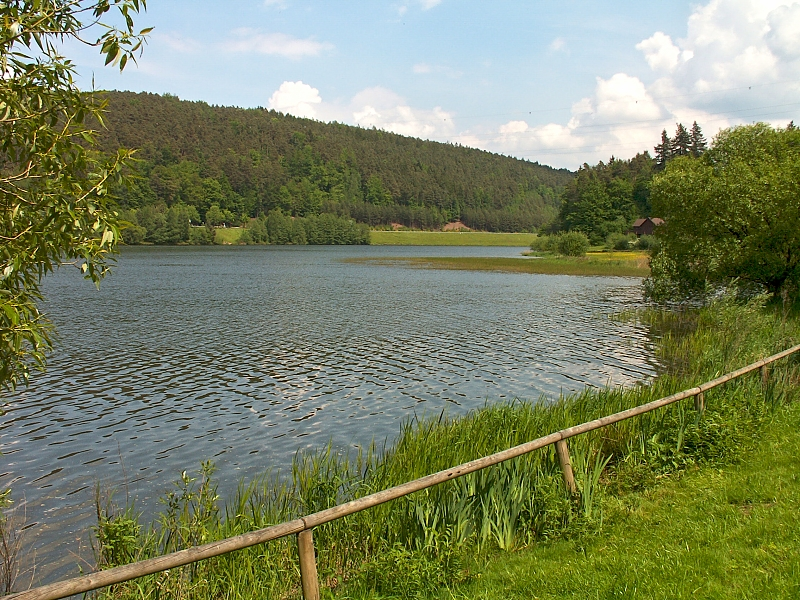
Blick über den Marbach-Stausee mit Badebereich und DLRG-Haus

Der Marbach-Stausee, der sich nur etwas südöstlich der Gemeinde Mossautal und nur wenig nordwestlich von Beerfelden befindet, ist mit etwa 22 ha Fläche bei Dauerstau und 49 ha bei Vollstau das flächenmäßig größte Stillgewässer des Odenwaldes. Sein Speicherraum umfasst 0,709 Mio. m³ bei Dauerstau und 3,11 Mio. m³ bei Vollstau, sein Einzugsgebiet rund 56 km² Fläche. Das Stauziel des Sees befindet sich bei 265,2 m ü. NHN. Die Höhe des Vollstaus beträgt 270,80 m.
Der Stausee wird in West-Ost-Richtung vom namensgebenden Marbach durchflossen, der etwa 1 km unterhalb der Marbach-Talsperre als linker Zufluss in die Mümling mündet. Außerdem wird der See von zwei namenlosen Bächen gespeist. Der am südlichen Ufer mündende Bach entspringt in einem Seitental, dem Meisengrund, und mündet nach rund 1,5 km in den Marbachsee, der hier eine kleine Bucht aufweist.
Bedingt durch seine Tallage weist der Marbach-Stausee eine langgestreckte Form auf; er ist maximal 1,3 km lang und 110 bis 240 m breit. Im heutigen Seebereich war das Tal unbesiedelt, so dass die ausgedehnten Wälder bis fast an den See heranreichen. Am Nordufer trennt die hier verlaufende Bundesstraße 460 das Gewässer vom Waldgebiet. Die Berge nördlich und südlich des Stausees erreichen 409 bzw. 407 m Höhe.

## Talsperre und Kraftwerk
Die Marbach-Talsperre ist ein Staudamm, der im Marbachtal zwischen Mossautal-Hüttenthal und Beerfelden-Hetzbach von 1978 bis 1982 als Erd- und Steinschüttdamm mit einer Asphaltbetonaußenhaut und Schlitzwand im Untergrund errichtet wurde. Die Länge des Staudamms, dessen Volumen 70.000 m³ aufweist, umfasst an der Krone 150 m, an der Talsohle 80 m, seine Breite beträgt an der Krone 9 m, an der Talsohle ebenfalls 80 m. Die Dammkrone liegt auf 273,3 m Höhe.
Der Marbach-Talsperre wurde ein kleines Wasserkraftwerk mit 80 kW Leistung angegliedert.

## Freizeit
Ein weiterer Grund zur Errichtung des Marbach-Stausees war die Nutzung zu Erholungs- und Freizeitzwecken. Zu dort möglichen Aktivitäten gehören: Baden, Bootfahren, Windsurfen, Segeln, Angeln und Wandern. Es wurden ein Rundwanderweg eingerichtet und Parkplätze geschaffen. Das Betriebsgebäude erhielt ein öffentliches WC. An einer dort angebrachten Informationstafel kann man sich über den See informieren. Der Stausee dient seit 1986 als Badesee. Einer der Parkplätze ist beliebter Treffpunkt für Motorradfahrer. Südlich, im Bereich des Meisengrundes, befinden sich ein Jugendzeltplatz und eine Wasserrettungsstation der DLRG.
Die Fläche des Marbach-Stausees ist von West nach Ost in drei Abschnitte unterteilt:
- „Vogelschutzgebiet“ mit Naturschutzinsel; offiziell kein Vogel- oder Naturschutzgebiet
- Badebereich mit Badestrand, Liegewiese und Badeinseln und
- Surf- und Segelbereich für Boote bis 3,5 m² Segelfläche.

Der Badestrand und die Liegewiese sind auch für Kleinkinder geeignet. Am Wochenende und an den Feiertagen von Ende Mai bis Anfang September gibt es eine Aufsicht der DLRG, sonst geschieht das Baden auf eigene Gefahr. Wegen im Stausee vorkommender Salmonellen war das Baden in der Vergangenheit zeitweise eingeschränkt oder verboten, letztmals Anfang des 21. Jahrhunderts.
Seit August 2009 wird in Seenähe jährlich das Festival Sound of the Forest vom gemeinnützigen Verein Sound of the Forest e. V. veranstaltet.
Der Stausee kann zum Angeln genutzt werden. Bis zum 31. Dezember 2019 wurden Tages-, Monats- und Jahresangelkarten vom Dachverband „Marbach-See“ e.V. ausgegeben, einem Zusammenschluss aus Odenwälder Angelvereinen. Im ersten Halbjahr 2020 ruhte wegen der Corona-Pandemie die Angelkartenausgabe. Seit dem 1. Juli 2020 werden Angelkarten von Louis Graf zu Erbach-Fürstenau ausgegeben.